# Танти (Дагестан)
Танти (рос. Танты) — село Акушинського району, Дагестану Росії.
Населення — 818 (2015).

## Населення
За даними перепису населення 2002 року в селі мешкало 795 осіб. В тому числі 362 (45,53 %) чоловіка та 433 (54,47 %) жінки.
Переважна більшість мешканців — даргинці (100 % від усіх мешканців). У селі переважає сирхінсько-тантинська мова.
У 1959 році в селі проживало 698 осіб.

## Відомі особи
У селі народився Артур Омаров (13 серпня 1988) — чеський борець греко-римського стилю, бронзовий призер чемпіонату Європи, бронзовий призер Кубку світу, учасник Олімпійських ігор.